# Isola di San Biagio
Die Insel San Biagio (italienisch Isola di San Biagio), auch bekannt als Isola dei Conigli ‚Hasen- oder „Kaninchen“insel‘, ist eine Insel im norditalienischen Gardasee.

## Geographie
Die zweitgrößte der insgesamt fünf Inseln des Sees liegt etwa 200 Meter vor dem Westufer in der Bucht von Manerba und San Felice in der Provinz Brescia. Sie ist eine Verlängerung der Halbinsel Punta Belvedere. Bei niedrigem Wasserstand ist sie entlang eines dünnen Landstreifens zu Fuß zu erreichen, so 1989, dem niedrigsten Wasserstand seit Aufzeichnung der Wasserstandsdaten in den 1950er Jahren, 2003 und nach dem historisch trockensten Jahr 2022 erstmals auch im regenarmen Winter 2023 bereits im Februar.
Die Insel hat eine Fläche von etwa einem Hektar, ist 200 m lang und 70 m breit. Sie hat eine kleine, felsige Erhebung in der Mitte und ist mit Vegetation bedeckt.

## Namen
Der offizielle Namensgeber der Insel ist der Heilige Blasius von Sebaste. Der im Volksmund gebräuchlichere Name Isola dei Conigli kommt von den früher auf der Insel häufig anzutreffenden Hasen und Kaninchen.
Neben dem Beinamen „Hasen-Insel“, ist die Isola di San Biagio außerdem auch als „Musiker-Insel“ bekannt. Häufig finden hier im Sommer Klassik- und Jazz-Konzerte unter freiem Himmel statt.

## Geschichte
Soweit bekannt, war die Insel zu keiner Zeit dauerhaft bewohnt. Im Mittelalter sollen aber zeitweise Eremiten auf der Insel gelebt haben. Verschiedenen Quellen zufolge setzten Bewohner des Festlandes ihre Tiere, insbesondere Kaninchen, dort aus, da diese die Insel nicht verlassen konnten. Aus diesem Grund soll die Insel ab dem 7. Jahrhundert das Jagdrevier wohlhabender Villenbesitzer der Umgebung gewesen sein.
Silvan Cattaneo, ein Redner, Dichter und Philosoph des 16. Jahrhunderts, nannte es „von Hasen und Kaninchen bewohnt und daher ein beliebtes Jagdrevier“. Bevor sich die Insel zu einem beliebten Ausflugsziel entwickelte, wurde sie noch in den 1950er Jahren vom Rüstungsunternehmen Breda genutzt, um dort Waffen und Munition zu testen.
Im archäologischen Museum Rocca di Manerba del Garda können Grabsteine aus der Römerzeit besichtigt werden, die auf der Isola San Biagio gefunden wurden.
Seit 2016 ist die Isola di San Biagio Teil aus des Natur- und Wasserschutzgebietes Riserva naturale della Rocca, del Sasso e Parco Lacuale. Der freiliegende Landstreifen zwischen Festland und Insel schon im Februar 2023 nach dem historisch trockensten Jahr 2022 und einem ebenfalls trockenen Winter 2023 mit einem historischen Tiefststand von 45 Zentimeter über dem hydrometrischen Nullpunkt (rund 35 Prozent der Speicherkapazität des Sees) galt als sichtbares Zeichen einer drohenden Jahrhundertdürre.